# Blang Tingkeum (Seulimeum)
Blang Tingkeum is een bestuurslaag in het regentschap Aceh Besar van de provincie Atjeh, Indonesië. Blang Tingkeum telt 702 inwoners (volkstelling 2010).